# Cadillac Anderson
Gregory Wayne Anderson, detto Cadillac (Houston, 22 giugno 1964), è un ex cestista statunitense, professionista nella NBA, in Italia e in Argentina.

## Carriera
È stato selezionato dai San Antonio Spurs al primo giro del Draft NBA 1987 (23ª scelta assoluta).

## Statistiche

### College
| Anno      | Squadra         | PG  | PT | MP   | TC%  | 3P% | TL%  | RP   | AP  | PRP | SP  | PP   |
| --------- | --------------- | --- | -- | ---- | ---- | --- | ---- | ---- | --- | --- | --- | ---- |
| 1983-1984 | Houston Cougars | 35  | -  | 11,8 | 48,5 | -   | 52,8 | 3,5  | 0,1 | 0,4 | 0,7 | 3,3  |
| 1984-1985 | Houston Cougars | 30  | 30 | 31,0 | 57,3 | -   | 53,5 | 8,1  | 0,7 | 1,1 | 2,4 | 15,4 |
| 1985-1986 | Houston Cougars | 28  | -  | 37,7 | 57,2 | -   | 58,6 | 12,9 | 0,7 | 1,5 | 2,7 | 19,1 |
| 1986-1987 | Houston Cougars | 30  | 30 | 35,2 | 52,6 | -   | 60,4 | 10,6 | 0,6 | 1,4 | 1,9 | 18,2 |
| Carriera  | Carriera        | 123 | 60 | 28,1 | 55,0 | -   | 57,6 | 8,5  | 0,5 | 1,1 | 1,8 | 13,5 |

### NBA

#### Regular Season
| Anno      | Squadra           | PG  | PT  | MP   | TC%  | 3P%  | TL%  | RP   | AP  | PRP | SP  | PP   |
| --------- | ----------------- | --- | --- | ---- | ---- | ---- | ---- | ---- | --- | --- | --- | ---- |
| 1987-1988 | San Antonio Spurs | 82  | 45  | 24,2 | 50,1 | 20,0 | 60,4 | 6,3  | 1,0 | 0,7 | 1,5 | 11,7 |
| 1988-1989 | San Antonio Spurs | 82  | 56  | 29,3 | 50,3 | 0,0  | 51,4 | 8,2  | 0,7 | 1,2 | 1,3 | 13,7 |
| 1989-1990 | Milwaukee Bucks   | 60  | 28  | 21,5 | 50,7 | -    | 53,5 | 6,2  | 0,4 | 0,5 | 0,9 | 8,8  |
| 1990-1991 | Milwaukee Bucks   | 26  | 0   | 9,5  | 37,0 | 0,0  | 57,1 | 2,9  | 0,1 | 0,3 | 0,3 | 2,7  |
| 1990-1991 | N.J. Nets         | 1   | 0   | 18,0 | 100  | -    | -    | 6,0  | 1,0 | 2,0 | 0,0 | 8,0  |
| 1990-1991 | Denver Nuggets    | 41  | 2   | 16,1 | 44,0 | -    | 50,6 | 5,8  | 0,3 | 0,6 | 0,9 | 5,2  |
| 1991-1992 | Denver Nuggets    | 82  | 82  | 34,1 | 45,6 | 0,0  | 62,3 | 11,5 | 1,0 | 1,1 | 0,8 | 11,5 |
| 1993-1994 | Detroit Pistons   | 77  | 47  | 21,1 | 54,3 | 33,3 | 57,1 | 7,4  | 0,7 | 0,7 | 0,9 | 6,4  |
| 1994-1995 | Atlanta Hawks     | 51  | 0   | 12,2 | 54,8 | -    | 47,9 | 3,7  | 0,3 | 0,5 | 0,6 | 2,9  |
| 1995-1996 | San Antonio Spurs | 46  | 7   | 7,5  | 51,1 | 0,0  | 24,0 | 2,2  | 0,2 | 0,2 | 0,5 | 1,2  |
| 1996-1997 | San Antonio Spurs | 82  | 48  | 20,2 | 49,6 | 0,0  | 66,7 | 5,5  | 0,4 | 0,8 | 0,8 | 3,9  |
| 1997-1998 | Atlanta Hawks     | 50  | 0   | 8,0  | 44,4 | 0,0  | 39,0 | 2,4  | 0,3 | 0,4 | 0,2 | 1,8  |
| Carriera  | Carriera          | 680 | 315 | 20,6 | 49,2 | 8,7  | 55,7 | 6,2  | 0,6 | 0,7 | 0,9 | 7,3  |

#### Playoffs
| Anno     | Squadra           | PG | PT | MP   | TC%  | 3P% | TL%  | RP  | AP  | PRP | SP  | PP   |
| -------- | ----------------- | -- | -- | ---- | ---- | --- | ---- | --- | --- | --- | --- | ---- |
| 1988     | San Antonio Spurs | 3  | 3  | 31,7 | 47,2 | -   | 44,4 | 7,0 | 1,0 | 0,7 | 1,3 | 12,7 |
| 1990     | Milwaukee Bucks   | 4  | 0  | 25,3 | 68,4 | -   | 50,0 | 6,0 | 0,0 | 0,3 | 1,0 | 8,3  |
| 1995     | Atlanta Hawks     | 3  | 0  | 13,0 | 20,0 | -   | 75,0 | 4,3 | 0,7 | 0,7 | 0,7 | 1,7  |
| 1996     | San Antonio Spurs | 6  | 0  | 5,7  | 0,0  | -   | 50,0 | 1,5 | 0,0 | 0,3 | 0,2 | 0,2  |
| 1998     | Atlanta Hawks     | 1  | 0  | 4,0  | -    | -   | 0,0  | 2,0 | 0,0 | 0,0 | 1,0 | 0,0  |
| Carriera | Carriera          | 17 | 3  | 16,1 | 47,7 | -   | 48,4 | 4,1 | 0,3 | 0,4 | 0,7 | 4,5  |

## Palmarès
- NBA All-Rookie First Team (1988)